# 벨빌 원자력 발전소
벨빌 원자력 발전소(영어: Belleville Nuclear Power Plant)는 벨빌쉬르루아르 (셰르)에 위치하며, 레레 근처 루아르강을 따라 느베르 (상류 75 킬로미터 (47 mi))와 오를레앙 (하류 100 킬로미터 (62 mi)) 사이에 있다. 약 620명의 직원이 근무하고 있으며, 1,300MW P4 원자로 2기로 구성되어 있다. 냉각수는 루아르강에서 공급된다.

## 핵심 정보

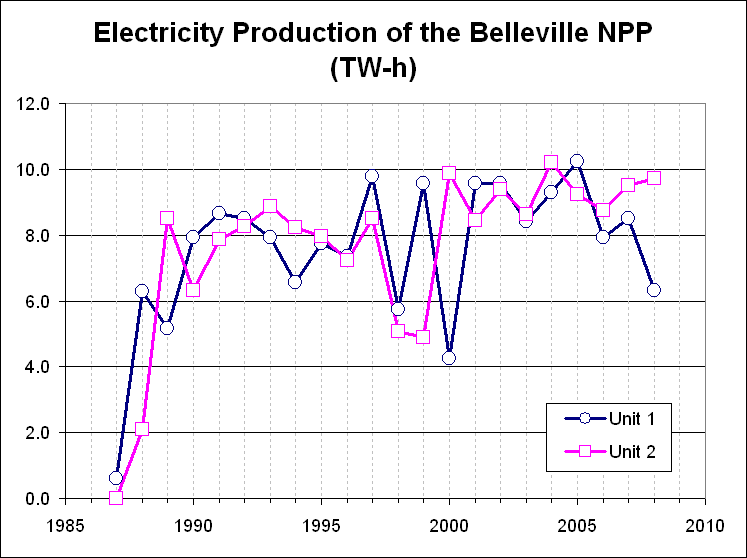
발전소 성능

이 부지는 170 헥타르에 걸쳐 있으며, 홍수에 안전한 4.6미터 높이의 플랫폼에 위치해 있다. 매년 평균 190억 킬로와트시를 전력망에 공급하여 프랑스 전력 생산량의 약 4%를 차지한다.
첫 번째 원자로 건설은 1980년 5월 1일에 시작되었고, 1987년 10월 14일에 가동을 시작했다. 두 번째 원자로는 1980년 8월 1일에 건설이 시작되었고 1988년 7월 6일에 가동을 시작했다. 원자로의 가동 중단은 각각 1호기는 2028년, 2호기는 2029년으로 예정되어 있다.

## 안전

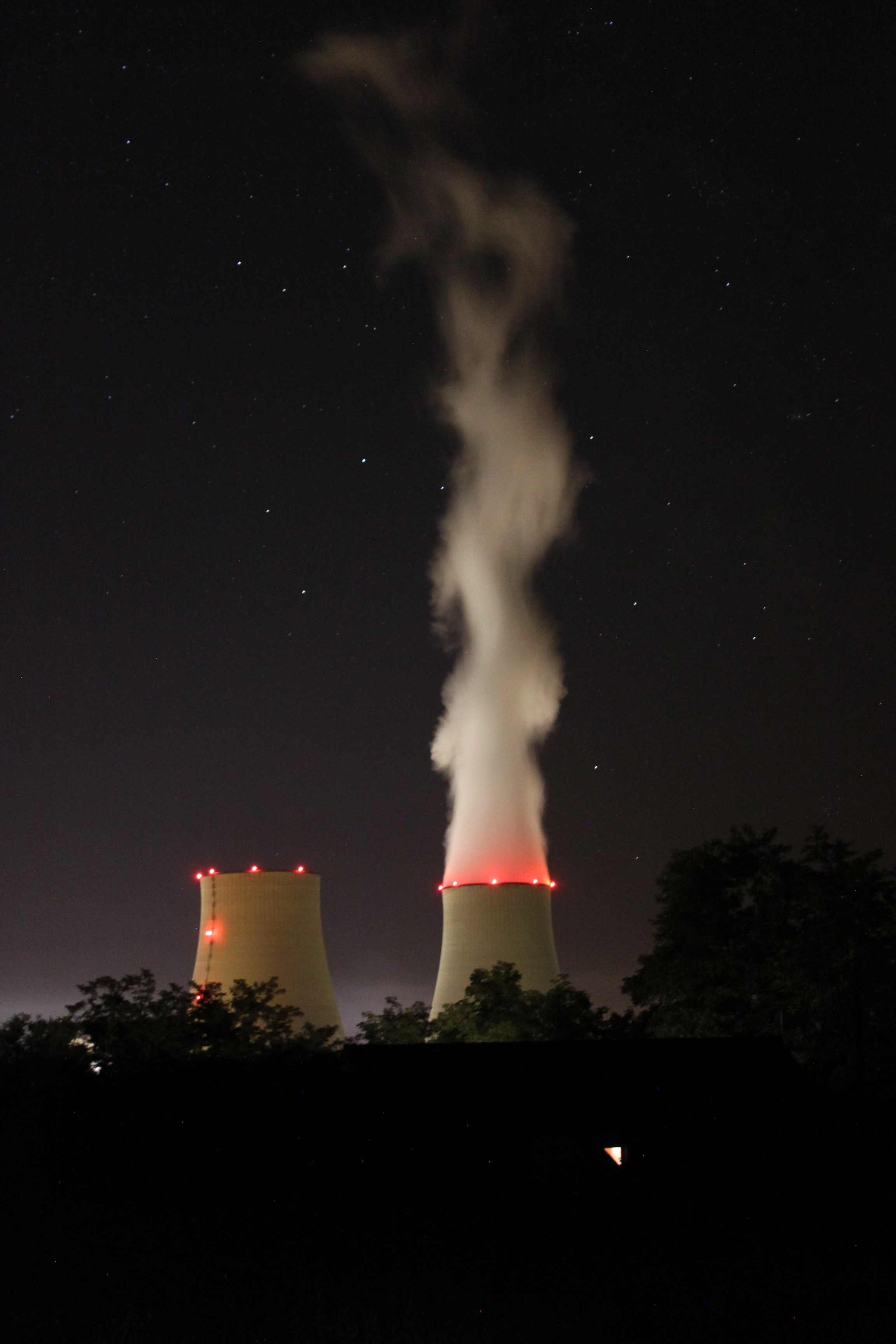
야간 냉각탑 전경

2001년 5월, 이 발전소에서 다른 4개 발전소와 함께 건설 관련 결함이 관찰되었다.
2상 원자력 발전소의 비상 냉각 시스템에는 원자로 건물 바닥에 예비 물탱크가 있다. 1차 냉각 회로에 결함이 발생하여 더 이상 냉각에 기여하지 못하게 되면, 예비 탱크의 물이 자동으로 냉각 시스템으로 공급된다. 그러나 2001년 5월 검사 결과, 특정 상황에서 가열된 물의 압력이 물 슬라이드를 막을 수 있어 이 자동 물 공급이 신뢰할 수 없음이 밝혀졌다.
프랑스 원자력 규제 기관인 ASN은 처음에 이 비상 냉각 시스템의 교란을 국제 원자력 사건 척도(INES)에서 1단계로 분류했으나, 나중에 2단계로 상향 조정했다. 운영 회사인 EDF는 이후 과도한 압력이 더 이상 막힘을 초래하지 않도록 슬라이드를 재건했다.
2017년 프랑스 원자력 규제 기관인 ASN은 "특정 안전에 중요한 장비에 영향을 미치는 이상 현상의 결과를 식별하고 분석하는 데 운영자의 여러 실패"로 인해 벨빌에 대한 감독을 강화했다. 벨빌은 국제 원자력 사건 척도에서 8건의 레벨 1 사건을 겪었다.
2021년 12월 2일, 국제 원자력 기구 (IAEA)의 운영 안전 검토 팀(OSART)은 벨빌에서의 18일간의 임무를 마치고, 발전소 운영자들이 사고 관리를 위한 추가 방법을 도입하고 발전소 직원의 교육에 혁신적인 접근 방식을 사용하여 안전에 대한 헌신을 보여주었다고 결론 내렸다. OSART는 또한 운영, 유지 보수 및 운영 경험 분야에서 추가 개선이 필요한 영역을 확인했다. 이 임무는 프랑스 정부의 요청에 따라 수행되었다.